# Guillaume Catel
Guillaume Catel (Tolosa, 1560 – 5 ottobre 1626) è stato uno storico francese, consigliere nel Parlamento di Tolosa.

## Biografia

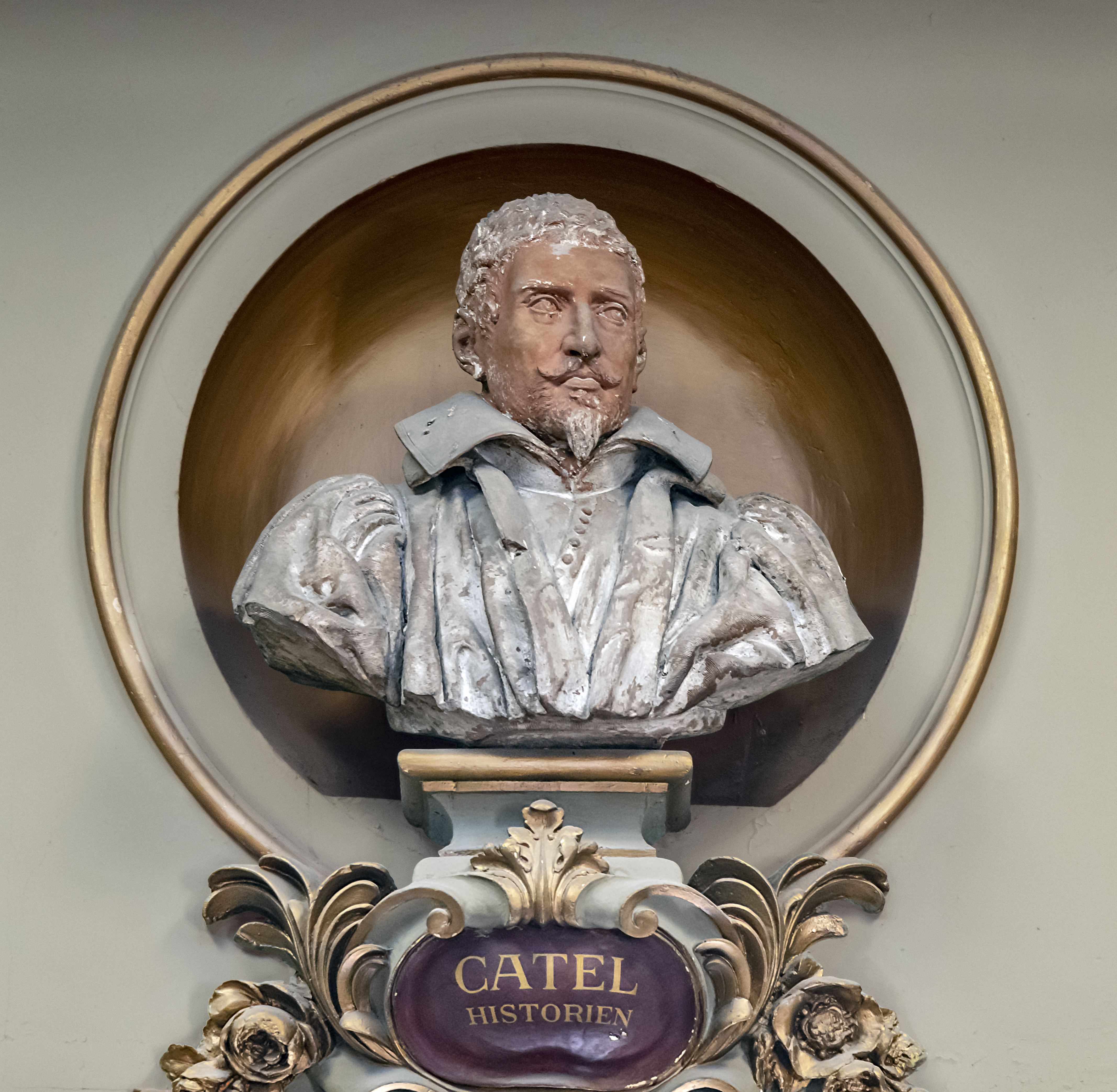
Guillaume Catel

Nel 1623 scrisse un libro intitolato Histoire des comtes de Toulouse; nel 1635, dopo la sua morte, fu pubblicato il volume: Mémoires sur l'Histoire du Languedoc.